# Prosoplus rosselli
Prosoplus rosselli là một loài bọ cánh cứng trong họ Cerambycidae.